# Bergljot Håkonsdatter
Bergljot Håkonsdatter, född före 990, död efter 1050, var en norsk stormannakvinna. Hon var dotter till Håkon Sigurdsson och gifte sig cirka år 1000 med Einar Tambarskjelve i ett politiskt alliansäktenskap. De fick sonen Eindride Einarsson. När hennes make och son år 1050 mördades av Harald Hårdråde, uppmanade hon bönderna att dräpa Harald och tågade till kungsgården, men han lyckades fly därifrån. 